# Чемпіонат Європи з хокею із шайбою 1991 (жінки)
Чемпіонат Європи з хокею із шайбою серед жінок 1991 — другий чемпіонат Європи з хокею із шайбою під егідою Міжнародної федерації хокею із шайбою (ІІХФ), який відбувався з 15 по 23 березня 1991 року у Чехословаччини. Матчі проходили у двох містах Фрідек-Містек та Гавіржов.

## Учасники чемпіонату та формат змагань
- Чехословаччина
- Данія
- Велика Британія
- Фінляндія
- Франція
- Німеччина
- Нідерланди
- Норвегія
- Швейцарія
- Швеція

Команди були розділені на дві групи по п'ять збірних. Збірні грають по одному матчу між собою у групах. Далі в плей-оф збірна грає проти іншої збірної яка зайняла такуж саму позицію в іншій групі, тобто переможці груп грали за золоті нагороди чемпіонату, 2-і місця за бронзові, треті місця за п'яте місце і т.д.

## Попередній раунд

### Група A
| Збірна     | М | В | Н | П | Ш     | О | Фінляндія | Норвегія | Швейцарія | Франція | Нідерланди |
| ---------- | - | - | - | - | ----- | - | --------- | -------- | --------- | ------- | ---------- |
| Фінляндія  | 4 | 4 | 0 | 0 | 71–0  | 8 |           | 11–0     | 12–0      | 28–0    | 20-0       |
| Норвегія   | 4 | 3 | 0 | 1 | 31–14 | 6 | 0-11      |          | 7–2       | 10–1    | 14-0       |
| Швейцарія  | 4 | 2 | 0 | 2 | 24–20 | 4 | 0-12      | 2-7      |           | 14–0    | 8-1        |
| Франція    | 4 | 1 | 0 | 3 | 5–53  | 2 | 0-28      | 1-10     | 0-14      |         | 4-1        |
| Нідерланди | 4 | 0 | 0 | 4 | 2–46  | 0 | 0-20      | 0-14     | 1-8       | 1-4     |            |

### Група В
| Збірна          | М | В | Н | П | Ш     | О | Швеція | Данія | Німеччина | Чехословаччина | Велика Британія |
| --------------- | - | - | - | - | ----- | - | ------ | ----- | --------- | -------------- | --------------- |
| Швеція          | 4 | 4 | 0 | 0 | 53–2  | 8 |        | 12–1  | 10–1      | 15–0           | 16-0            |
| Данія           | 4 | 3 | 0 | 1 | 11–14 | 6 | 1-12   |       | 3–2       | 3–0            | 4-0             |
| Німеччина       | 4 | 2 | 0 | 2 | 18–14 | 4 | 1-10   | 2-3   |           | 9–1            | 6-0             |
| Чехословаччина  | 4 | 0 | 1 | 3 | 3–29  | 1 | 0-15   | 0-3   | 1-9       |                | 2-2             |
| Велика Британія | 4 | 0 | 1 | 3 | 2–28  | 1 | 0-16   | 0-4   | 0-6       | 2-2            |                 |

## Фінальний раунд
Фінал
| 23 березня | Фрідек-Містек | Фінляндія | – | Швеція |  | 2–1 (0–1,0–0,2–0) |

Матч за 3-є місце
| 23 березня | Гавіржов | Данія | – | Норвегія |  | 2–1 (0–1,0–0,2–0) |

Матч за 5-е місце
| 23 березня | Фрідек-Містек | Швейцарія | – | Німеччина |  | 6-2 (2–1,3–0,1–1) |

Матч за 7-е місце
| 23 березня | Гавіржов | Чехословаччина | – | Франція |  | 1–2 (1–0,0–1,0–1) |

Матч за 9-е місце
| 23 березня | Фрідек-Містек | Велика Британія | – | Нідерланди |  | 3-0 (1–0,1–0,1–0) |

## Підсумкова таблиця
| М.  | Збірна          | Примітки                                     |
| --- | --------------- | -------------------------------------------- |
| 1.  | Фінляндія       | Кваліфікувались на чемпіонат світу 1992 року |
| 2.  | Швеція          | Кваліфікувались на чемпіонат світу 1992 року |
| 3.  | Данія           | Кваліфікувались на чемпіонат світу 1992 року |
| 4.  | Норвегія        | Кваліфікувались на чемпіонат світу 1992 року |
| 5.  | Швейцарія       | Кваліфікувались на чемпіонат світу 1992 року |
| 6.  | Німеччина       |                                              |
| 7.  | Франція         |                                              |
| 8.  | Чехословаччина  |                                              |
| 9.  | Велика Британія |                                              |
| 10. | Нідерланди      |                                              |